# Campionato sudamericano maschile di pallacanestro 1930
Il 1º Campionato dell'America Meridionale Maschile di Pallacanestro (noto anche come South America Championship 1930) si è svolto dal 6 al 14 dicembre 1930 a Montevideo in Uruguay. Il torneo è stato vinto dalla nazionale uruguaiana.
I FIBA South America Championship sono una manifestazione contesa dalle squadre nazionali dell'America meridionale, organizzata dalla CONSUBASQUET (Confederazione America Meridionale), nell'ambito della FIBA Americas.

## Squadre partecipanti
- Argentina
- Brasile
- Cile
- Uruguay

## Classifica finale
| Pos | Squadra   | V-P |
| --- | --------- | --- |
|     | Uruguay   | 6-0 |
|     | Argentina | 4-2 |
|     | Brasile   | 2-4 |
| 4   | Cile      | 0-6 |